# Олімпійська емблема

Олімпійська емблема на олімпійському прапорі

Олімпійська емблема являє собою п'ять переплетених кілець різного кольору, які символізують п'ять різних частин світу:
- синій — Європа.
- чорний — Африка.
- червоний — Америка.
- жовтий — Азія.
- зелений — Океанія (Австралія).

Цей символ був розроблений засновником сучасних Олімпійських Ігор бароном П'єром де Кубертеном в 1913 році під враженням від подібних символів на старогрецьких предметах. Немає підтверджень, що Кубертен пов'язував кількість кілець з числом континентів. Але на прапорі будь-якої держави є принаймні один колір із представлених на олімпійських кільцях. 
Емблеми національних олімпійських комітетів обов'язково містять зображення п'яти кілець. 